# Thelypteris neoauriculata
Thelypteris neoauriculata là một loài thực vật có mạch trong họ Thelypteridaceae. Loài này được (Ching) Ching miêu tả khoa học đầu tiên năm 1936.